# Wochczi
Wochczi (hy.: Ողջի); lub Oxçuçay (az.) – rzeka w Armenii i w Azerbejdżanie. Bierze początek w Górach Zangezurskich. Uchodzi lewostronnie do Araksu. Ma 85 km długości.
Rzeka jest silnie zanieczyszczona materiałem pochodzącym z przedsiębiorstwa wydobywającego m.in. miedź i molibden w Kadżaranie, rafinerii miedzi w Kapanie i kanalizacji sanitarnej obu tych miast.